# Резолюция Совета Безопасности ООН 1096
Резолюция 1096 Совета Безопасности Организации Объединенных Наций — резолюция Совета Безопасности ООН, единогласно принятая 30 января 1997 года, после подтверждения всех резолюций по Грузии, в частности резолюции 1065 (1996), совет рассмотрел нынешнюю ситуацию и продлил мандат миссии Организации Объединенных Наций по наблюдению в Грузии (МООННГ) до 31 июля 1997 года.
Совет Безопасности снова выразил обеспокоенность тем, что Грузия и Абхазия не урегулировали конфликт, в частности из-за позиции, занятой абхазской стороной. С учетом открытия отделения по правам человека в Абхазии (учрежденного резолюцией 1077 (1996)) было настоятельно рекомендовано абхазской стороне соблюдать права человека. Обе стороны нарушили соглашение о прекращении огня и разводе сил, подписанное в Москве в 1994 году, и к югу от реки Ингури продолжали действовать вооруженные группы, неподконтрольные правительству Грузии. В то же время ситуация в Гальском районе продолжала ухудшаться. Присутствие миротворческих сил Содружества Независимых государств (СНГ), также действующих в этой стране, было расширено, а их мандат продлен до 31 января 1997 года.
Ситуация в Грузии зашла в тупик и не было достигнуто всеобъемлющего урегулирования конфликта, при этом была подчеркнута неприемлемость позиции Абхазии и парламентских выборов 1996 года. В этой связи Совет Безопасности поддержал намерение генерального секретаря ООН Кофи Аннана укрепить роль Организации Объединенных Наций в мирном процессе. К обеим сторонам был обращен призыв добиться прогресса в переговорах, и Совет Безопасности приветствовал возобновление переговоров на высоком уровне между обеими сторонами.
Также в резолюции рассматривалась ситуация, касающаяся беженцев, возвращающихся в Абхазию. Сохраняющиеся препятствия этому процессу и попытки увязать его с политическим статусом Абхазии были осуждены наряду с демографическими изменениями, вызванными конфликтом, и было подтверждено право всех беженцев и перемещенных лиц на возвращение. Кроме того, Совет Безопасности осудил все акты этнического насилия и установку наземных мин и просил обе стороны гарантировать безопасность и свободу передвижения МООННГ, миротворческих сил СНГ и международных гуманитарных организаций.
В заключении  генеральному секретарю ООН было предложено представить Совету доклад через три месяца после принятия резолюции 1096 о положении в Абхазии и операциях МООННГ, включая обзор перспектив ее реализации.